# 빙붕

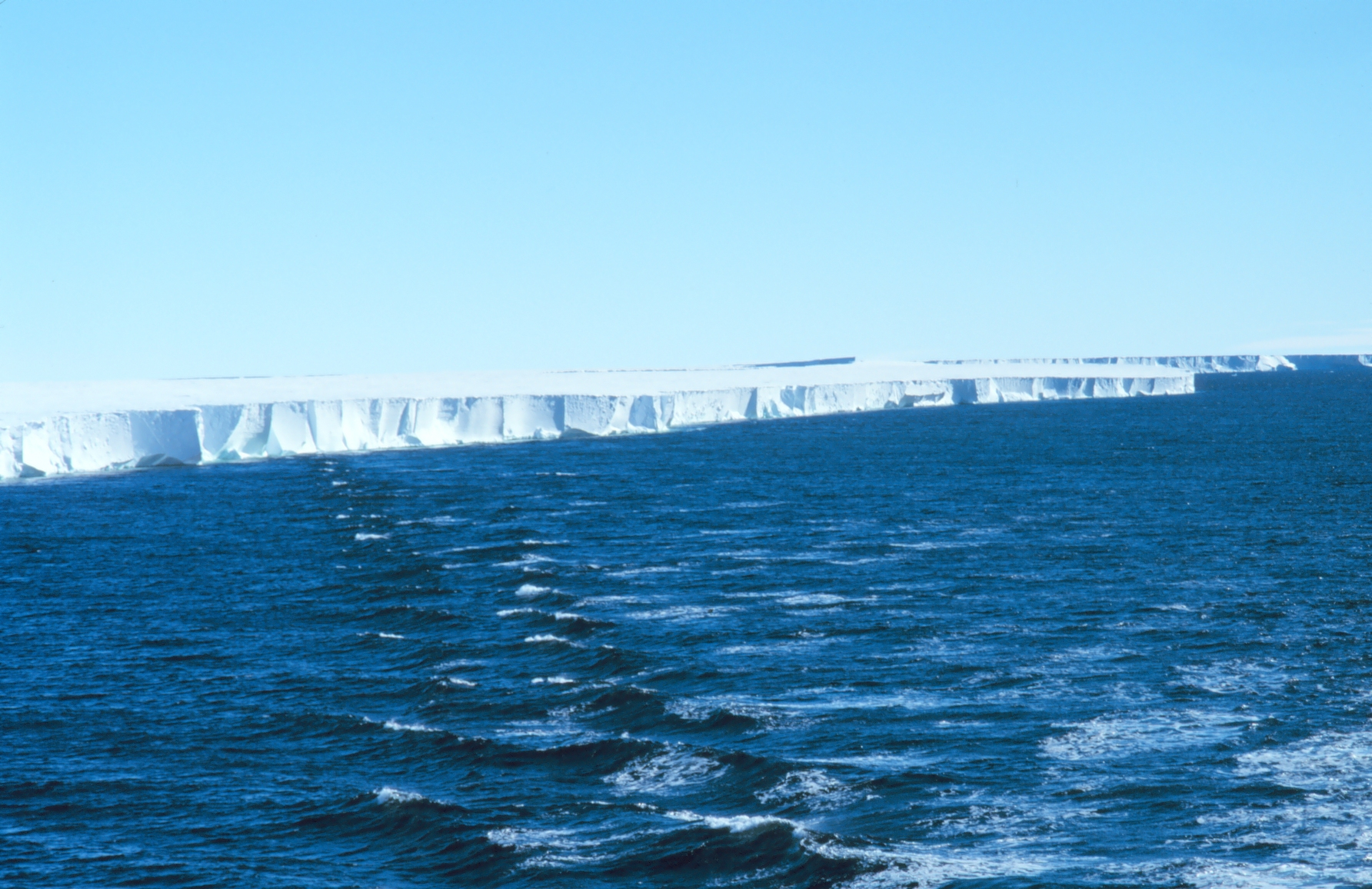
로스 빙붕 (1997년)

빙붕(氷棚, ice shelf)은 남극 대륙을 뒤덮은 얼음이 빙하를 타고 흘러 내려와 바다 위로 퍼지며 평평하게 얼어붙은 것이다. 남극의 해안선의 약 44퍼센트가 빙붕으로 얼어붙어 있다.